# Katharina Ribbeck

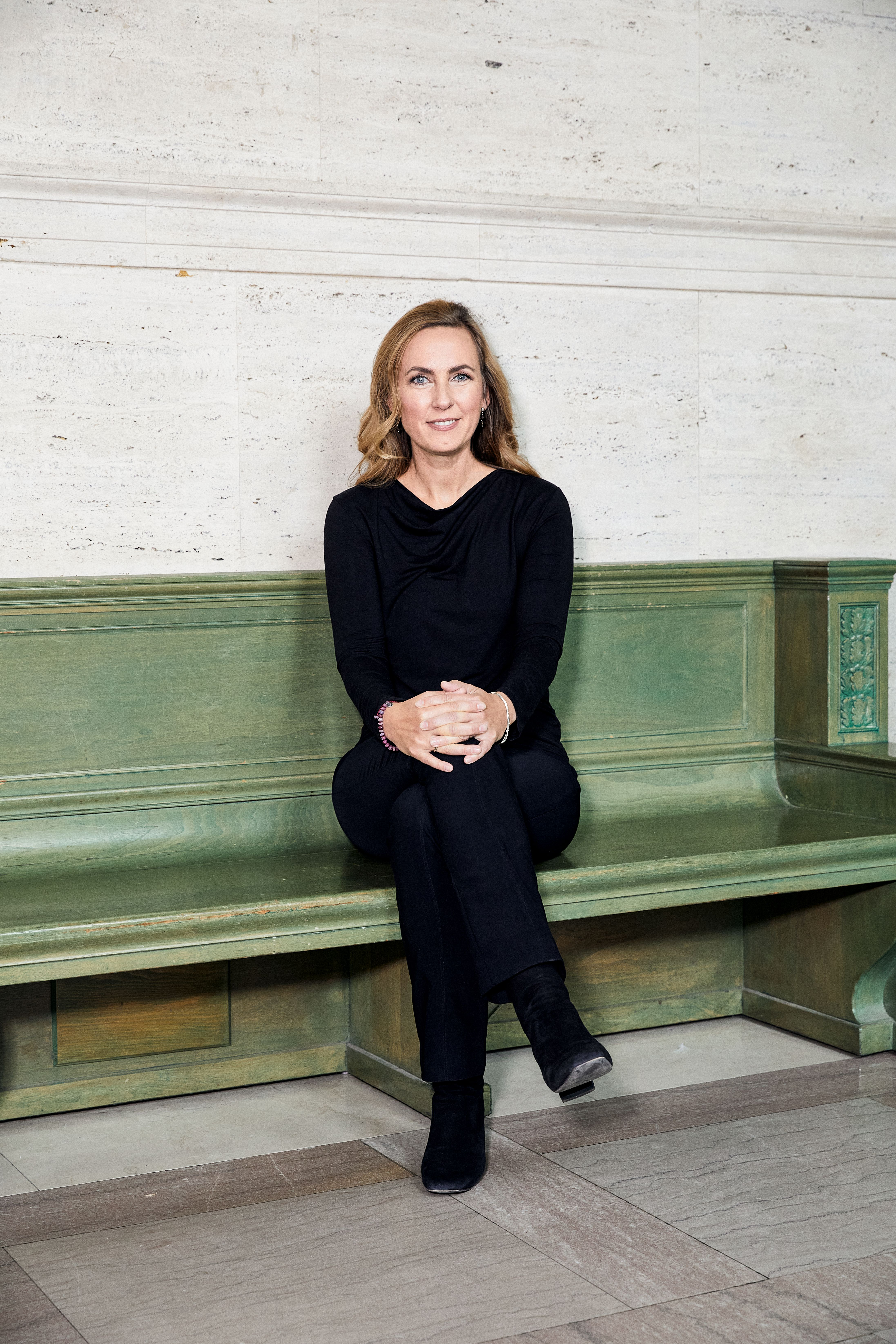
Katharina Ribbeck

Katharina Ribbeck (* in Darmstadt) ist eine deutsch-amerikanische Biochemikerin und Biophysikerin. Sie ist bekannt für ihre Arbeit über Schleim. Sie untersucht sowohl die Funktion des Schleims als Barriere für Viren und andere Krankheitserreger als auch die Veränderungen, die der Gebärmutterhalsschleim vor der Geburt erfährt, was zu einer neuartigen Diagnostik für das Risiko einer Frühgeburt führen könnte. Ribbeck ist Hyman Career Development Professor of Biological Engineering am MIT.

## Leben und Wirken

### Ausbildung
Ribbeck erhielt ihren B.S. von der Universität Heidelberg 1998 und ihren Ph.D., ebenfalls von der Universität Heidelberg, im Jahr 2001.

### Berufliche Laufbahn
Während ihrer Doktorarbeit im Labor von Dirk Görlich am ZMBH untersuchte Ribbeck den selektiven Transport von Molekülen durch den Kernporenkomplex, der teilweise durch eine Hydrogelbarriere vermittelt wird. Nach ihrer Postdoc-Zeit wechselte sie 2007 als unabhängige Bauer-Stipendiatin an die Harvard University, wo sie untersuchte, wie sich Partikel durch Mucin-Hydrogele bewegen. Im Jahr 2010 wechselte sie als Assistenzprofessorin an das Massachusetts Institute of Technology.
Ribbeck hat gezeigt, dass gereinigte fremde Mucine die Infektion von Zellen durch Viren verhindern können, und schlug vor, dass sie zur Ergänzung der antiviralen Aktivität nativer Mucine verwendet werden könnten. Sie hat auch gezeigt, dass Mucine Bakterien wie den Erreger Pseudomonas aeruginosa und Streptococcus mutans, das Bakterium, das Karies verursacht, daran hindern, Biofilme zu bilden, die sie schwer ausrotten lassen. Mucine können auch Pilzerreger wie Candida albicans daran hindern, im gesunden Menschen virulent zu werden. Sie hat die biophysikalischen Eigenschaften von Schleim und anderen Hydrogelen und die Mechanismen, durch die einige Partikel und Moleküle selektiv die Barriere passieren, eingehend untersucht.
Ribbeck identifizierte einen Zusammenhang zwischen den Eigenschaften des Schleims im Gebärmutterhals bei Schwangeren und der Wahrscheinlichkeit einer Frühgeburt, und hat Sonden zur Prüfung der Schleimdurchlässigkeit als Schritt zur Diagnose des Risikos einer Frühgeburt entwickelt.

## Auszeichnungen
- 2003: Ruprecht-Karls-Preis Universität Heidelberg[16]
- 2007: Preis für Genom-bezogene Forschung (Merck)[17]
- 2013: John Kendrew Award (EMBL)[18]
- 2014: Popular Science, "Brilliant 10"[19]
- 2015: NSF CAREER Award[20]
- 2015: Junior Bose Award for Excellence in Teaching (MIT)[21]
- 2016: Harold E. Edgerton Faculty Achievement Award (MIT)[22]
- 2018: Professor Amar G. Bose Research Grant (MIT), verliehen für "Arbeiten, die unorthodox und potenziell weltverändernd sind"[23]